# Paweł Kossecki
Paweł Antoni Kossecki (ur. 26 czerwca 1976 w Warszawie) – polski nauczyciel akademicki, doradca podatkowy, menedżer, działacz gospodarczy i polityczny, urzędnik państwowy. Doktor habilitowany nauk ekonomicznych o specjalnościach naukowych zarządzanie, finanse, finanse przedsiębiorstw.

## Życiorys
Syn Józefa Kosseckiego i Elżbiety Kosseckiej z d. Sulimierskiej, wnuk Stefana Kosseckiego. Absolwent VI Liceum Ogólnokształcącego im. Tadeusza Reytana w Warszawie (1995) i studiów wyższych na Wydziale Chemicznym Politechniki Warszawskiej (2000). 27 marca 2003 uzyskał stopień naukowy doktora w zakresie nauk o zarządzaniu w Akademii Leona Koźmińskiego w Warszawie (rozprawa na temat kreowania zaufania w handlu elektronicznym), a 4 lipca 2016 habilitował się na Wydziale Zarządzania Uniwersytetu Łódzkiego na podstawie pracy Kreowanie i pomiar wartości przedsiębiorstwa w świecie Internetu.
Wykładowca na Wydziale Zarządzania Uniwersytetu Warszawskiego, w Akademii Leona Koźmińskiego i Szkole Głównej Handlowej w Warszawie. Prowadzi firmę Kossecki Tax Planning, zajmującą się doradztwem podatkowym. Specjalizuje się w problematyce związanej z międzynarodowym prawem podatkowym, cenami transferowymi oraz wycenie aktywów niematerialnych i prawnych (marki, prawa autorskie) do celów inwestycyjnych i procesowych. Pracował jako dyrektor finansowy Zakładów Mechanicznych „Bumar-Łabędy”, analityk w Media Development Loan Fund, członek Rady Nadzorczej Polskiej Agencji Prasowej oraz doradca w zakresie sektora elektroenergetycznego i nadzoru właścicielskiego w Ministerstwie Skarbu Państwa, Kancelarii Prezesa Rady Ministrów oraz Agencji Rozwoju Przemysłu. Od 11 lipca 2008 do 24 kwietnia 2009 prezes Wojskowej Agencji Mieszkaniowej. Członek Rady Naukowej przy Rzeczniku Małych i Średnich Przedsiębiorców.
Do 2024 roku był zatrudniony na stanowisku profesora uczelni na Wydziale Organizacji Sztuki Filmowej Państwowej Wyższej Szkoły Filmowej, Telewizyjnej i Teatralnej im. Leona Schillera w Łodzi. W 2020 bez powodzenia kandydował w wyborach na stanowisko rektora tej uczelni. Od roku 2025 profesor Uniwersytetu Kardynała Stefana Wyszyńskiego w Warszawie (UKSW) na Wydziale Społeczno-Ekonomicznym.
W latach 2019 i 2023 ubiegał się o mandat poselski w wyborach parlamentarnych z list Komitetu Wyborczego Bezpartyjni Samorządowcy w Okręgu nr 16, lecz nie uzyskał mandatu.

## Publikacje książkowe
- Wycena i budowanie wartości przedsiębiorstw internetowych, Warszawa 2009. ISBN 978-83-60807-90-3.
- Kreowanie i pomiar wartości przedsiębiorstwa w świecie internetu, Łódź 2011. ISBN 978-83-87870-36-2.
- Valuation and value creation of cable TV operators: cable retransmission and copyright fees, Łódź 2015. ISBN 978-83-87870-37-9.
- Wycena aktywów niematerialnych do celów prawnych, Warszawa 2025. ISBN 978-83-8390-123-7